# Coppa Spengler 2006
L'edizione 2006 della Coppa Spengler, il più antico torneo internazionale per club di hockey su ghiaccio, si è svolta, come di consueto, dal 26 al 31 di dicembre. Le squadre confermate rispetto all'edizione precedente sono tre: i padroni di casa del HC Davos, il Team Canada e i tedeschi Eisbären Berlin. A queste si aggiunsero i russi HK Kimik e gli svedesi del Mora IK.
Una squadra svedese mancava dal 1999 (allora partecipò il Färjestads BK): il campionato svedese infatti non viene interrotto nell'ultima settimana dell'anno, e difficilmente una squadra può partecipare alla Spengler. Lo stadio di Mora in quegli stessi giorni era occupato dal mondiale U-20, e la federazione decise di permettere al Mora di partecipare.

## Qualificazioni
```
26 dicembre 2006 15:00   Eisbären Berlino – HC Davos          1-4     (1-0, 0-2, 0-2)
                 20:15   Team Canada      – Mora IK     d.r   4-3     (1-1, 1-1, 1-1)
27 dicembre 2006 15:00   Mora             – Kimik             5-0     (1-0, 2-0, 2-0)
                 20.15   HC Davos         – Team Canada       3-6     (2-2, 0-2, 1-2)
28 dicembre 2006 15:00   HC Davos         – Mora IK           4-1     (1-0, 1-0, 2-1)
                 20:15   Eisbären Berlino – Kimik             4-1     (1-0, 2-1, 1-0)
29 dicembre 2006 15:00   Kimik            – Team Canada       5-0     (3-0, 2-0, 0-0)
                 20:15   Mora IK          – Eisbären Berlino  6-1     (2-0, 1-0, 3-1)
30 dicembre 2006 15:00   Team Canada      – Eisbären Berlino  5-2     (2-0, 1-2, 2-0)
                 20:15   Khimik           – HC Davos    d.s.  3-2     (1-0, 0-1, 1-1)
```

## Classifica dopo le qualificazioni
| Squadra         | Partite | Reti  | Punti |
| Team Canada     | 4       | 15:13 | 6     |
| HC Davos        | 4       | 13:11 | 5     |
| Mora IK         | 4       | 15:9  | 5     |
| HK Khimik       | 4       | 9:11  | 4     |
| Eisbären Berlin | 4       | 8:16  | 2     |

## Finale
| 31 dicembre 2006 Ore 12:00 | HC Davos | 3-2 (1-2; 0-0; 2-0) | Team Canada |  |